# آلبرت وانیان
آلبرت آندرانیکی وانیان (ارمنی: Ալբերտ Անդրանիկի Վանյան؛  زادهٔ ۲۹ ژانویهٔ ۱۹۳۲- درگذشته ۵ ژوئیهٔ ۲۰۲۲) جراح، پزشک، استاد اهل ارمنستان بود.  

## زندگی‌نامه
وی در ۲۹ ژانویهٔ ۱۹۳۲ در ایروان به دنیا آمد و از دانشگاه پزشکی دولتی ایروان فارغ‌التحصیل گشت. همچنین برندهٔ جوایزی همچون مدال مخیتار هراتسی (۲۰۰۰) شده است. وی در ۵ ژوئیهٔ ۲۰۲۲ در سن ۹۰ سالگی در ایروان درگذشت.

## یادداشت
1. ↑  բժշկական գիտությունների դոկտոր
2. ↑  «Առողջապահության գերազանցիկին» կրծքանշան
3. ↑  մանկական վիրաբույժ
4. ↑  «Սուրբ Աստվածամայր» բժշկական կենտրոն
5. ↑  վիրաբուժական կլինիկայի ղեկավար